# Nationaal park Coiba
Het Nationaal Park Coiba is een van de grootste natuurparken van Panama. Met een oppervlakte van meer dan 2700 vierkante kilometer omvat het het eiland Coiba (Spaans: Isla de Coiba of Quibo), gelegen aan de zuidkust van de provincie Veraguas, en 38 kleinere eilanden. Algemeen beschouwd zijn er in het park drie verschillende ecosystemen: de eilanden, het visbestand en de koraalriffen. In juli 2005 werd het park opgenomen in de lijst van Unesco werelderfgoed.

## Geschiedenis
De eerste bewoners van Coiba waren de Indianen onder leiding van een cacique (opperhoofd). Na verschillende ontmoetingen met de blanke veroverden dezen uiteindelijk het eiland in 1560. In 1918 werd Coiba geannexeerd door Panama, die er in 1919 een zwaarbewaakte gevangenis vestigde (Coibal Penal Colony) die pas werd gesloten eind 2004. Op het hoogtepunt in de jaren 70 - '80 verbleven er tot 4000 gedetineerden waaronder vele politieke gevangenen tijdens de dictaturen van Omar Torrijos en Manuel Noriega. De gevangenis kwam vaak in opspraak vanwege de vermeende wreedheden die er gepleegd werden. In 1992 stichtte INRENARE (El Instituto Nacional de Recursos Naturales Renovables) het natuurpark.

## Fauna en flora
Coiba splitste af van het Amerikaanse vasteland zo'n 12.000 tot 18.000 jaar geleden en ligt nu 70 km van de kust. Door deze isolatie zijn er een aantal endemische diersoorten, onder andere de Coiba-Brulaap en verschillende vogelsoorten. Ook het feit dat het eiland jarenlang afgesloten was omwille van de gevangenis zorgde ervoor dat het gebied in hoge mate ongerept bleef. Doordat de eilanden niet bewoond werden en toerisme er niet op grote schaal voorkwam, is het een van de weinige gebieden die niet door de mens werden gecultiveerd en kon het park een natuurpark worden.
Enkele van de meest markante diersoorten in het Nationaal Park Coiba:
- de Coiba-brulaap, een endemische apensoort uit het geslacht der brulapen
- de Didelphis marsupials battyi: een endemische ondersoort van de Zuidelijke opossum
- de Coiba-agoeti: een endemische soort uit het geslacht van de Agoeti's
- de Odocoileus virginianus rothschildi: een endemische ondersoort van het witstaarthert
- de geelvleugelara (Ara macao): Coiba is een van de laatste plaatsen waar deze papegaaien broeden.
- de bedreigde wurgarend (als broedplaats)
- de Cranioleuca dissita: een endemische stekelstaart uit de familie der ovenvogels
- de Bultrug
- de Potvis
- de Orka
- de Indische griend
- de Reuzenmanta

Er zijn 1450 soorten vaatplanten aangetroffen. Planten die met name veel voorkomen zijn de kapokboom (Ceiba pentandra), de Panamese stinkboom (Sterculia apetala), de wilde cashew (Anacardium excelsum), de krappa (Carapa guianensis) en Bombacopsis quinatum.

## Toerisme
Het park is enkel te bereiken met de boot, meestal vanuit de haven van Puerto Mutis. Vandaar is het 2 à 6 uur varen, afhankelijk van de weersomstandigheden. En omdat het beschermd natuurgebied is, is er toestemming nodig van ANAM (Autoridad Nacional del Ambiente) om het eiland te betreden. De meeste toeristen komen er dan ook zelfstandig, met een eigen boot.
Het Nationaal Park Coiba is voor duikers een waar paradijs. De riffen herbergen een enorme soortenrijkdom aan vissen. Ook vissers, wandelaars en vogelliefhebbers kunnen zich er uitleven.
Altos de Campana · Camino de Cruces · Cerro Hoya · Chagres · Coiba · Darién · Golfo de Chiriquí · Isla Bastimentos · La Amistad · Metropolitano · Omar Torrijos · Portobelo · Santa Fe · Sarigua · Soberanía · Volcán Barú
- Nationale Bibliotheek van Tsjechië: ge629502
- Virtual International Authority File: 315531313